# Breezin' ～Together～
「Breezin' ～Together～」為日本音樂團體EXILE（放浪兄弟）的第8張單曲。2003年5月28日於日本發行。與前前作「EX-STYLE ～Kiss You～」同樣是4首歌曲A面的單曲。在2005年發售的「只是…想見你」之後，是銷量第二好的單曲。Oricon最高排行第2、初動銷量10.7萬張、累計銷量36.7萬張

## 解說
- 在寫下第一次登上Oricon第一名紀錄的第2張專輯「Styles Of Beyond」之後三個月發售的單曲。是讓EXILE一口氣登上名人堂之路的單曲，也是決定轉向流行路線的一首單曲。
- 收錄歌曲的4首歌收錄在第3張專輯「EXILE ENTERTAINMENT」、精選專輯「PERFECT BEST」中。
- 是EXILE的單曲中相當稀有未收錄卡拉OK版的一張單曲。
- 「Together」為第25張單曲「時光碎片/24karats -type EX-」的附加曲並重新錄製。ATSUSHI的唱歌方式與第一章的時候有很大的不同。
- 當時以EXILE為特輯的紀錄影片節目「情熱大陸」中播放了他們在發售前兩個多月的2003年3月3日錄「Together」時的實際情形。此曲以「創作一首在卡拉OK好唱」為重點，那時候HIRO說「創作在卡拉OK好唱的歌也是戰略的一種。如果不能持續創作出受好評的商品的話就算輸了」。
- 成員當時似乎也對完成「Together」相當滿意，在雜誌上的訪問中說「這是目前為止最喜歡的一首歌」。
- 結果Oricon最高排行只有第2，但其實他們認為這是能得第1的一首歌。也積極地上廣播進行推銷活動。
- 因此曲廣受好評，所以為了重振精神，ATSUSHI和SHUN一樣剃成光頭（當時舊主唱SHUN是光頭），表演者全員以「勿忘本」的心情將髮型改成如J Soul Brothers時代般的黑人頭。
- 不只「Together」，其他3首歌也受歡迎道歌迷認為可以全部單曲。尤其是「砂時計」相當受歡迎。MAKIDAI說「之前試著在卡拉OK唱過，不過唱不下去。難到爆了・・・・」。

## 發行版本
- CD

## 收錄歌曲
1. Together（作詞：EXILE&Kenn Kato 作曲：Kazuhiro Hara）
TBS系日劇「爸氣十足」主題曲。本作的主打歌。敘述「不管發生什麼事情，與你一起就能跨過萬難」，是首敘述對重要的人的思念的歌曲
2. Time（作詞：Kenn Kato　作曲：Kazuhiro Hara）
敘述與分手的女友的回憶的歌曲
CASIO「A5401CA」廣告曲。
3. BLUE〜不敢告訴妳〜（BLUE〜我仍說不出口〜）（作詞：EXILE&RYK 作曲：Ryuichiro Yamaki）
花王「ニベアボディ藥用化妝品」廣告曲。敘述只要是男性都會經驗過的，喜歡上有男友的女性時苦惱的歌曲。
4. 砂時計（沙漏）（作詞：maR 作曲：MONK）
日本電視系「スポーツうるぐす」片尾曲。
5. Together -a cappella version-
只收錄於此單曲。